# Alfred Zander
Alfred Zander (* 2. April 1905 in Brunnen, Gemeinde Ingenbohl; † 12. Oktober 1997 in Konstanz) war ein Anführer der «Nationalen Front», einer nationalsozialistisch orientierten Bewegung in der Schweiz.

## Leben
Im Jahre 1923 legte er die Matura in Zürich ab und liess sich an der dortigen Universität zum Primarlehrer ausbilden. Danach folgten Stationen als Lehrer im Pestalozziheim Neuhof und von 1926 bis 1928 im Landerziehungsheim in Kaltbrunn. 1931 schloss er ein Studium in Anglistik und Pädagogik ab und promovierte über den Pädagogen Heinrich Pestalozzi.
Im Jahr darauf leitete er zusammen mit anderen Personen die «Nationale Front»; er wurde 1934 abgesetzt. Zusammen mit Hans Oehler gründete er 1938 eine ideologisch ähnlich ausgerichtete Gruppierung, den «Bund treuer Eidgenossen» (BTE), worauf er im nächsten Jahr wegen Landesverrats zu eineinhalb Jahren Haft verurteilt wurde. Noch vom Gefängnis aus strebte er die Umwandlung der BTE in die «Nationale Bewegung der Schweiz» an, die vom Bundesrat verboten wurde. 
Im sog. Berner Prozess um antisemitische Hetze trat er als Zeuge der Beklagten auf. 1941 zog Zander nach Deutschland und trat 1943 in die Waffen-SS ein. 
1937 verbreitete Alfred C. Toepfer Zanders Buch Schweizerische Eidgenossenschaft und Reich, ein Bekenntnis zum Nationalsozialismus; 1940 verarbeitete er Zitate daraus in seinem Artikel Westschau. 1940 liess sich Jakob Fürst (1919–) anlässlich eines Berner Vortrages von Zander «von der nationalsozialistischen Sache begeistern», in der Folge spionierte er als Bürogehilfe des US-Militärattachés zugunsten Deutschlands.
Alfred Zander war zwei Mal in amerikanischer Kriegsgefangenschaft. 1947 wurde er in der Schweiz in Abwesenheit wegen fremder Kriegsdienste zu einer elfjährigen Zuchthausstrafe verurteilt. Von 1948 bis 1970 war er in verschiedenen deutschen reformpädagogischen Schulen tätig, darunter im Landschulheim Burg Nordeck als Leiter und unmittelbaren Nachfolger des Gründers Otto Erdmann. Schülern, Lehrern und selbst Otto Erdmann schien in den 1950er Jahren die politische Vergangenheit von Alfred Zander unbekannt gewesen zu sein.